# Wëkrëkùs
Wëkrëkùs – kaszubski duch niższego rzędu opiekujący się samotnikami. Jednocześnie był duchem niepowodzeń i sprzyjał również tym, którzy wyśmiewają się z innych.
Drewniana figura przedstawiająca Wëkrëkùsa, jako jedna z 13 figur szlaku turystycznego „Poczuj kaszubskiego ducha" współfinansowanego ze środków unijnych i wykonana przez Jana Redźko na podstawie opracowania "Bogowie i duchy naszych przodków. Przyczynek do kaszubskiej mitologii" Aleksandra Labudy, znajduje się w miejscowości Kętrzyno.

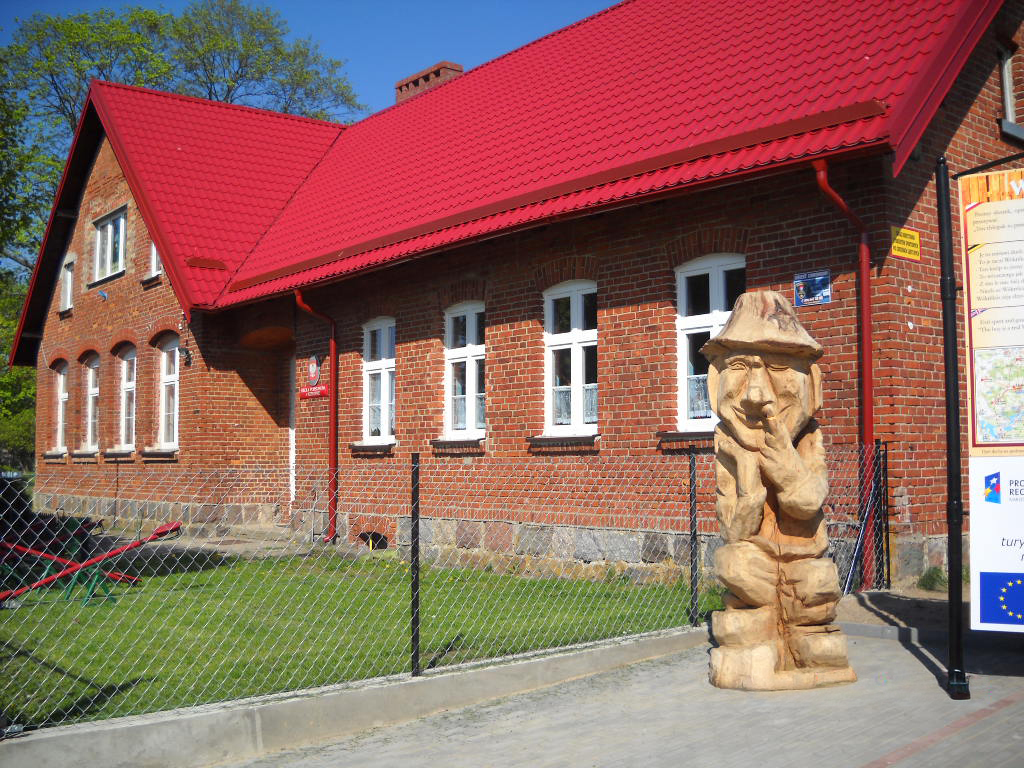
Wëkrëkùs, rzeźba wykonana przez artystę ludowego Jana Redźko